# Oostenrijkse parlementsverkiezingen 1975
De tiende verkiezingen van de Nationalrat, het parlement van Oostenrijk, vonden op 5 oktober 1975 plaats.
Qua zetelaantal bleven de partijen gelijk aan resultaat van vier jaar eerder. De Sozialistische Partei Österreichs (SPÖ) van bondskanselier Bruno Kreisky behield haar absolute meerderheid in de Nationale Raad. De christendemocratische Österreichische Volkspartei (ÖVP) van Josef Taus bleef de tweede partij van het land.
| Voornaamste partijen die deelnamen aan de verkiezingen | Voornaamste partijen die deelnamen aan de verkiezingen | Voornaamste partijen die deelnamen aan de verkiezingen |
| Partijnaam                                             | Afkorting                                              | Ideologische richting                                  |
| ------------------------------------------------------ | ------------------------------------------------------ | ------------------------------------------------------ |
| Österreichische Volkspartei                            | ÖVP                                                    | christendemocratie, liberaal conservatisme             |
| Sozialistische Partei Österreichs                      | SPÖ                                                    | sociaaldemocratie, democratisch socialisme             |
| Kommunistische Partei Österreichs                      | KPÖ                                                    | marxisme-leninisme, communisme                         |
| Freiheitliche Partei Österreichs                       | FPÖ                                                    | liberaal conservatisme, nationaal liberalisme          |

## Uitslag
| Partijen         | Partijen                                | Stemmen   | Percentage | Zetels | Verschil |
| ---------------- | --------------------------------------- | --------- | ---------- | ------ | -------- |
|                  | Sozialistische Partei Österreichs (SPÖ) | 2.326.201 | 50,42%     | 93     | 0        |
|                  | Österreichische Volkspartei (ÖVP)       | 1.981.291 | 42,94%     | 80     | 0        |
|                  | Freiheitliche Partei Österreichs (FPÖ)  | 249.444   | 5,41%      | 10     | 0        |
|                  | Kommunistische Partei Österreichs (KPÖ) | 55.032    | 1,19%      | 0      | 0        |
|                  | Gruppe Revolutionäre Marxisten          | 1.024     | 0,00%      | —      | —        |
|                  | Lijst Franz Steinacher                  | 440       | 0,00%      | —      | —        |
|                  | Ongeldige stemmen/ blanco stemmen       | 49.252    | —          | —      | —        |
| (opkomst 92,90%) | (opkomst 92,90%)                        | 4.662.684 | 100%       | 183    |          |

## Coalitievorming
Bondskanselier Bruno Kreisky vormde een nieuwe bondsregering dat op 28 oktober 1975 aantrad.

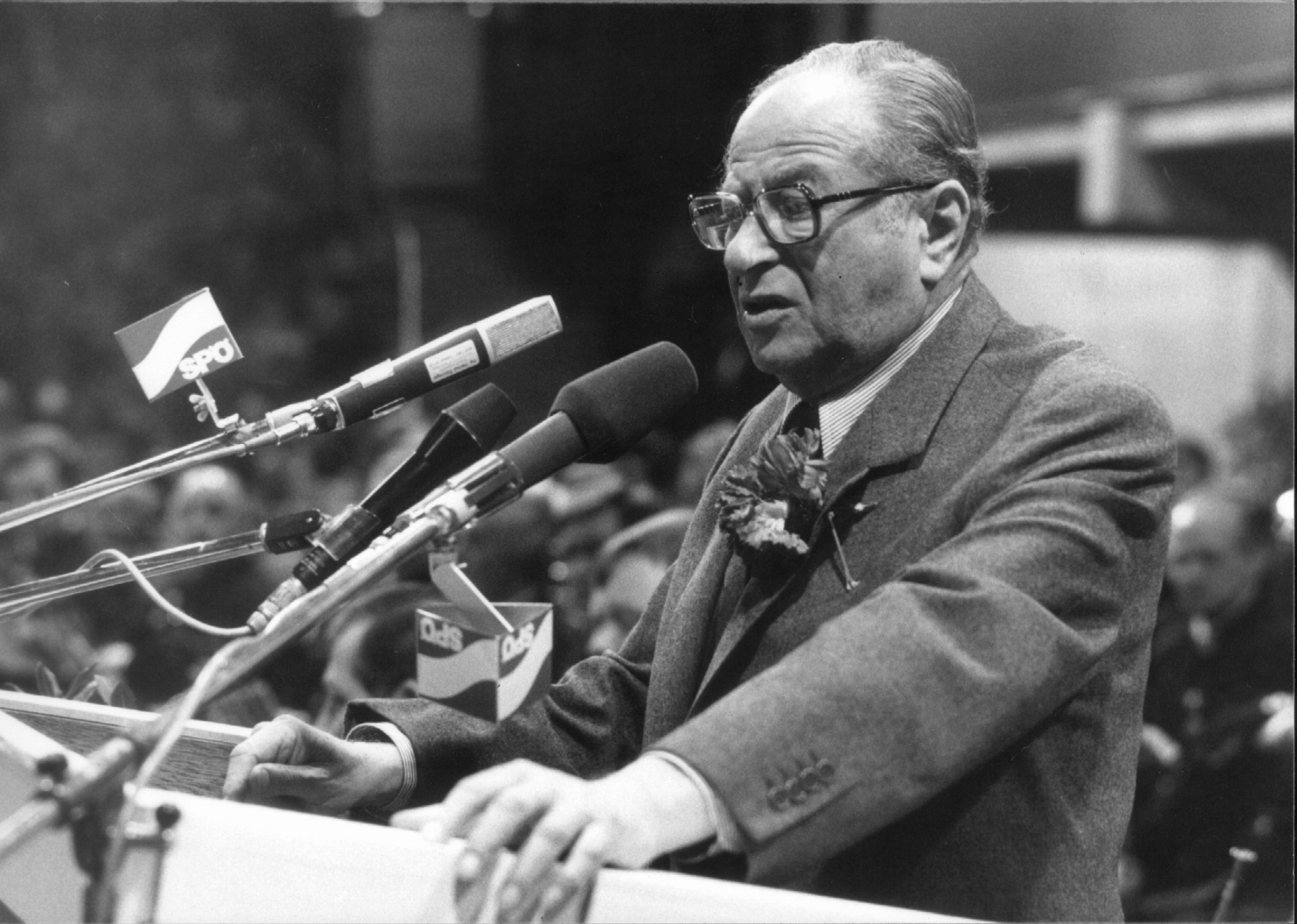
Bondskanselier Bruno Kreisky (SPÖ)